# Персийска циклама
Персийската циклама (Cyclamen persicum) е вид покритосеменно растение от семейство Игликови (Primulaceae). Вероятно произлизат от западната част на Мала Азия, но са внесени на островите в Егейско море и в Северозападна Африка. Цъфтят през март-април с бели или бледорозови цветове, розови в основата си.